# Amano Megumi wa Sukidarake!
Amano Megumi wa Sukidarake! (яп. 天野めぐみはスキだらけ!, англ. «Megumi Amano Is Full of Openings!» або укр. «Меґумі Амано спавнена сюрпризів») — манґа, написана та проілюстрована автором Nekoguchi. Серіалізація відбувалася в журналі Shogakukan's Shōnen Sunday S з серпня по жовтень 2015 року. Пізніше видання було перенесено до Weekly Shōnen Sunday, де манґа публікувалася з грудня 2015 до вересня 2021 року. Всього вийшло 28 танкобонів.

## Сюжет
Манабу Шіндо — підліток, який наполегливо працює, прагнучи вступити до Токійського університету. Однак його спробам вчитися завжди заважає його подруга дитинства Меґумі Амано, яка завжди безтурботно оточує його, відволікаючи Манабу спокусливими діями за допомогою свого прекрасного тіла. Як наслідок це призводить до низки комедійних ситуацій.

## Персонажі
Манабу Шіндо (яп. 進藤 学, Shindō Manabu)
Манабу — старанний старшокласник, друг дитинства Меґумі. Його сім'я володіє рестораном під назвою Shindōken.
Меґумі Амано (яп. 天野 めぐみ, Amano Megumi)
Меґумі — учениця середньої школи, яка є другом дитинства Манабу. Хоча вона закохана в Манабу, зізнаватися йому в цьому вона наразі не хоче. Є членом кендо-клубу.
Рюота Макішіма (яп. 牧島涼太, Makishima Ryota)
Рюота — добрий приятель Манабу та друг дитинства Юккі, до якої він має почуття. але яка не відповідає йому взаємністю.

## Публікація
Манґа Amano Megumi wa Sukidarake!, написана та проілюстрована Nekoguchi, спочатку виходила у журналі Shogakukan's Shōnen Sunday S з 25 серпня до 24 жовтня 2015 року. Потім її видання було перенесено до Shogakukan's Weekly Shōnen Sunday, де манґа серіалізувалася з 16 грудня 2015 до 1 вересня 2021. Shogakukan зібрав глави манґи у 28 танкобон-томів. Перший том вийшов 18 березня 2016, а останній 18 листопада 2021.

### Список томів
| №  | Дата виходу       | ISBN                   |
| -- | ----------------- | ---------------------- |
| 1  | 18 березня 2016   | ISBN 978-4-09-127007-8 |
| 2  | 17 червня 2016    | ISBN 978-4-09-127178-5 |
| 3  | 18 серпня 2016    | ISBN 978-4-09-127320-8 |
| 4  | 12 жовтня 2016    | ISBN 978-4-09-127415-1 |
| 5  | 18 січня 2017     | ISBN 978-4-09-127486-1 |
| 6  | 18 квітня 2017    | ISBN 978-4-09-127559-2 |
| 7  | 18 липня 2017     | ISBN 978-4-09-127668-1 |
| 8  | 18 жовтня 2017    | ISBN 978-4-09-127859-3 |
| 9  | 18 грудня 2017    | ISBN 978-4-09-127887-6 |
| 10 | 16 березня 2018   | ISBN 978-4-09-128092-3 |
| 11 | 18 червня 2018    | ISBN 978-4-09-128255-2 |
| 12 | 17 серпня 2018    | ISBN 978-4-09-128382-5 |
| 13 | 16 листопада 2018 | ISBN 978-4-09-128578-2 |
| 14 | 18 лютого 2019    | ISBN 978-4-09-128787-8 |
| 15 | 17 травня 2019    | ISBN 978-4-09-129148-6 |
| 16 | 18 липня 2019     | ISBN 978-4-09-129299-5 |
| 17 | 18 жовтня 2019    | ISBN 978-4-09-129431-9 |
| 18 | 17 січня 2020     | ISBN 978-4-09-129545-3 |
| 19 | 16 квітня 2020    | ISBN 978-4-09-850065-9 |
| 20 | 18 червня 2020    | ISBN 978-4-09-850080-2 |
| 21 | 18 вересня 2020   | ISBN 978-4-09-850176-2 |
| 22 | 18 листопада 2020 | ISBN 978-4-09-850281-3 |
| 23 | 18 січня 2021     | ISBN 978-4-09-850379-7 |
| 24 | 16 квітня 2021    | ISBN 978-4-09-850524-1 |
| 25 | 17 червня 2021    | ISBN 978-4-09-850532-6 |
| 26 | 17 вересня 2021   | ISBN 978-4-09-850648-4 |
| 27 | 18 листопада 2021 | ISBN 978-4-09-850732-0 |
| 28 | 18 листопада 2021 | ISBN 978-4-09-850733-7 |